# Холдейн, Джон Бёрдон Сандерсон
Джон Бе́рдон Са́ндерсон Хо́лдейн (англ. John Burdon Sanderson Haldane; сокращённо Дж. Б. С. Холдейн, англ. J. B. S. Haldane; 5 ноября 1892, Оксфорд, Великобритания — 1 декабря 1964, Бхубанешвар, Орисса, Индия) — английский биолог (генетик, эволюционист, физиолог, биохимик, биометрист), популяризатор и философ науки. Один из основоположников современной популяционной, математической, молекулярной и биохимической генетики, а также синтетической теории эволюции.
Член Лондонского королевского общества (1932), а также член академий наук целого ряда стран, включая СССР (с 1942). Член Коммунистической партии Великобритании с 1937.

## Биография
Дж. Б. С. Холдейн, сын известного физиолога Джона Скотта Холдейна и Луизы Кэтлин Холдейн (Троттер в девичестве), был потомком старого шотландского аристократического рода. Многие выходцы из семьи Холдейнов занимали видное положение в британской политике, науке и культуре. В частности, дядя генетика Ричард Холдейн некоторое время был военным секретарём в британском кабинете, а его младшая сестра Наоми Митчисон и тётя Элизабет Холдейн стали писательницами.
Ещё в восьмилетнем возрасте Дж. Б. С. Холдейн приобщился к научным исследованиям в качестве ассистента отца. В конце 1890-х годов Дж. С. Холдейн сконструировал простой прибор для анализа крови, а также небольшой аппарат, с помощью которого по маленькой пробе можно было точно определить количество крови в организме.
На протяжении шести лет учился в Дрэгон-скул (колледж Итон). В 1911 году поступил в Нью-Колледж при Оксфордском университете, который окончил в 1914 году. В январе 1915 года отправлен на фронт, до конца Первой мировой войны сражался в качестве артиллерийского офицера во Франции и Ираке. За энтузиазм и активность он был прозван в своих войсках «Бомбо». В армии Холдейн проникся социалистическими убеждениями; в частности, в это время он писал: «Если при жизни я увижу Англию, в которой социализм сделает профессию бакалейщика такой же почётной, как и солдата, я умру счастливым».
Холдейн проходил службу в миномётном расчёте полка Чёрной стражи: был ранен на фронте и отправлен в Шотландию, где занял должность инструктора. В январе 1919 года был окончательно демобилизован из армии и вернулся в Британию.
После войны был аспирантом в Нью-Колледже (1919—1922), а затем преподавал в Кембриджском университете (1922—1932), Калифорнийском университете в Беркли (1932) и Лондонском университете (1933—1957). В колледже Лондонского университета он также заведовал кафедрой генетики и биометрии. В 1952 году Холдейн был награждён Дарвиновской медалью Королевского научного общества, в 1956 году — медалью имени Хаксли Королевского антропологического института. Несмотря на оказываемые ему почести, Холдейн не мог смириться с политикой британского руководства и в качестве протеста против Суэцкой войны 1956 года решил выехать из страны. В 1957 году Холдейн по приглашению Прасанты Чандры Махаланобиса и Джавахарлала Неру перебрался в Индию, где принял индийское гражданство и до 1961 года руководил лабораторией генетики и биометрии в Калькутте, после чего возглавил аналогичную государственную лабораторию в штате Орисса.
Джон Бёрдон Сандерсон Холдейн умер 1 декабря 1964 года, завещав своё тело медицинскому колледжу Рангарайя в Какинаде для опытов.
В 1977 году к востоку от города Тируванантапурам на юге Индии был учреждён Международный мемориальный научно-исследовательский центр имени Дж. Б. С. Холдейна. В 1990 году под редакцией Кришны Р. Дронамрайю, бывшего сотрудника Холдейна, были изданы избранные труды учёного по генетике (Selected Genetic Papers of J.B.S. Haldane).

## Политическая деятельность
На дальнейшую эволюцию левых взглядов Холдейна к марксизму существенное влияние оказало посещение СССР в сентябре 1928 года по личному приглашению своего товарища Николая Вавилова, с которым они познакомились в 1913 году. С 1930-х Холдейн активно выступал как марксист по политическим и философским убеждениям, что нашло своё отражение в его трудах по философским аспектам естествознания и философии науки вообще («Марксистская философия и науки», 1938). Он также сотрудничал в «Daily Worker», регулярно писал туда статьи и на протяжении нескольких лет возглавлял редакционную коллегию. Кроме того, всемирно известный генетик подготовил первое издание фундаментального труда Фридриха Энгельса «Диалектика природы» на английском языке (1939), написав к нему предисловие и примечания. Во время гражданской войны в Испании был советником республиканского правительства по вопросам противовоздушной обороны и химического оружия.
В 1937 году Холдейн вступил в Компартию Великобритании, в 1942—1943 годах входил в состав Политбюро КПВ, в 1943—1945 годах — в состав политического комитета Исполкома партии. Поддерживая социалистические преобразования в СССР (с 1942 года он был иностранным почётным членом Академии наук СССР), он вместе с тем охладел по отношению к советскому руководству, особенно после разгрома советской генетической науки и политических процессов против его коллег, инициированных Трофимом Лысенко. В 1949 году выступил в философском журнале британской компартии «Modern Quarterly» в защиту современной науки о наследственности. В 1950 году он приостановил своё членство в Компартии Великобритании вскоре после того, как выдвигался от неё в парламент.

## Вклад в науку
Дж. Б. С. Холдейн, наряду с рядом других учёных из Великобритании, США и СССР (в первую очередь следует отметить Сергея Сергеевича Четверикова, Рональда Эйлмера Фишера, Сьюэлла Райта), сумел связать дарвиновскую теорию эволюции и учение Грегора Менделя о наследственности, основываясь на математических и статистических доказательствах, почерпнутых из анализа количественных и качественных (уровня, размеров, воспроизведения и т. д.) показателей мутаций. Это позволило ему разработать математическую теорию моделирования гена и сцепления наследственных факторов.
В работе «Соотношение полов и стерильность одного пола у гибридных животных»(1922) Холдейном был тщательно обработан весь доступный к тому времени материал по вопросу о потомстве межвидовых гибридов первого поколения и сформулировано «правило Холдейна» (en:Haldane's rule): если в потомстве межвидовых гибридов один из полов встречается реже, полностью отсутствует или стерилен, то этот пол является обычно гетерогаметным. Нежизнеспособность или стерильность этого гетерогаметного пола может быть результатом взаимодействия между Y-хромосомой одного вида и X-хромосомой, аутосомами или цитоплазмой другого вида. При наличии механизма определения пола типа X0 гибель, пониженная жизнеспособность или стерильность межвидовых гибридов могут быть следствием взаимодействия аутосом или цитоплазмы одного вида с единственной X-хромосомой, полученной от другого скрещиваемого вида. В значительной степени оно не утратило своего значения в настоящее время.
Исследовал количественную сторону естественного и искусственного отбора, благодаря чему показал, что элементарная единица эволюционного процесса — популяция, а не отдельная особь («Факторы эволюции», 1932). Определил частоту мутирования генов у человека (1935), ввёл в науке понятие «генетического груза» (1937). Выступил против использования ядерного оружия, вычислив повышение вероятности возникновения мутаций в человеческой популяции вследствие радиоактивного облучения, вызванного взрывом атомной бомбы (1947).
Холдейн также сделал существенный вклад в теорию действия энзимов («Энзимы», 1930), математически обосновав теорию кинетики ферментативного катализа, а также в исследование физиологии человека. Аналитические способности Холдейна в сочетании с широтой его знаний, литературным дарованием и силой личности позволили ему совершить целый ряд важных открытий в разнообразных отраслях биологической науки и воспитать целое поколение выдающихся исследователей.

## Наследие
Дж. Б. С. Холдейн — автор целого ряда основополагающих пионерских работ по генетическим основам эволюции и мутагенезу, связанных с ними проблемам биохимии, биометрии и математической статистики, а также трудов, посвящённых научному прогрессу и месту науки в современном обществе. Холдейн прославился как блестящий популяризатор, сочетавший научность и доступность изложения; его имя называют в одном ряду с Айзеком Азимовым и Ричардом Докинзом.
К основным трудам Холдейна принадлежат:
- «Дедал, или наука и будущее» (Daedalus or Science and the Future, 1923/1924, рус. изд. 1926);
- «Возможные миры и другие эссе» (Possible Worlds and Other Essays, 1927);
- «Биология животных» (Animal Biology, совместно с британским эволюционистом Джулианом Гексли, 1929);
- «Энзимы» (Enzymes, 1930);
- «Неравенство людей» (The Inequality of Man, 1932);
- «Факторы эволюции» (The Causes of Evolution, 1932);
- «Наука и человеческая жизнь» (Science and Human Life, 1933);
- «Факт и вера» (Fact and Faith, 1934);
- «Марксистская философия и науки» (The Marxist Philosophy and the Sciences, 1938/1939);
- «Наука и повседневная жизнь» (Science and Everyday Life, 1940);
- «Наука в войне и мире» (Science in Peace and War, 1941);
- «Новые пути в генетике» (New Paths in Genetics, 1941);
- «Наследственность и политика» (Heredity & Politics, 1943);
- «Почему квалифицированные рабочие должны быть коммунистами» (Why Professional Workers should be Communists, 1945);
- «Научный прогресс» (Science Advances, 1947);
- «Приключения биолога» (Adventures of a Biologist, 1947);
- «Что такое жизнь?» (What is Life?, 1947/1949);
- «У всего есть история» (Everything Has a History, 1951);
- «Биохимия генетики» (The Biochemistry of Genetics, 1954);
- «Происхождение человека» (Origin of Man, 1955).

## Награды
- Медаль Дарвина

## Некоторые факты
- Широко известен ответ Холдейна (возможно апокрифический) на вопрос богословов о том, какие черты Творца можно обнаружить, изучая природу. Он ответил: «Неумеренная любовь к жукам» (An inordinate fondness for beetles).[12] Это отсылка к тому факту, что в отряде жесткокрылых, или жуков, насчитывается более 400 000 видов, что составляет 40 % всех известных видов насекомых (а во времена Холдейна — более половины видов насекомых).[13] Таким образом жуки — самый многочисленный отряд животных; число видов жуков превосходит число видов млекопитающих в 72 раза.
- В одной из своих речей, произнесённых в 1923 в Кембридже, Холдейн, предрекая истощение ископаемого топлива для производства электроэнергии, предложил заменить тепловые электростанции сетью ветряных электростанций, производящих водород. Это считается первым предложением внедрения альтернативной энергии, основанной на использовании водорода.
- Дж. Б. С. Холдейн был близким другом писателя Олдоса Хаксли и послужил прототипом биолога Шируотера из романа Хаксли «Шутовской хоровод» (1923). Идеи, изложенные в эссе Холдейна «Дедал, или наука и будущее», не только предвосхитили многие будущие изобретения, но и оказали значительное влияние (в особенности теория эктогенезиса) на антиутопию Хаксли «О дивный новый мир» (1932).
- Известнейший ученик Холдейна, Джон Мейнард Смит (1920—2004), разделял политические и научные взгляды своего учителя.
- Знаменитое изречение Холдейна «Я подозреваю, что Вселенная не только страннее (queerer), чем мы себе представляем, но и страннее, чем мы можем представить» (оно цитировалось, в частности, в «Одиссее два» Артура Кларка) перекликается и часто путается со схожими словами астронома Артура Стэнли Эддингтона «Вселенная не только загадочнее (stranger), чем мы себе представляем, но и загадочнее, чем мы можем представить».